# آلاسورا
آلاسورا (به لاتین: Alasora) یک منطقهٔ مسکونی در ماداگاسکار است که در آنتاناناریوو-آوارادرانو واقع شده‌است. آلاسورا ۵۷٫۶۵۰ نفر جمعیت دارد.